# القوات الجوية التايوانية
سلاح الجو لجمهورية الصين  (بالإنجليزية: Republic of China Air Force)‏ هو فرع الطيران في القوات المسلحة لجمهورية الصين (تايوان). المهمة الرئيسية لسلاح الجو لجمهورية الصين هو الدفاع عن المجال الجوي فوق وحول تايوان.

## معرض صور

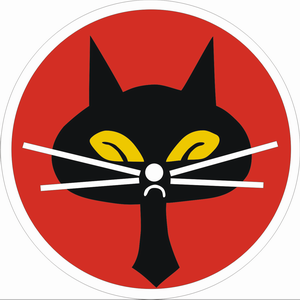
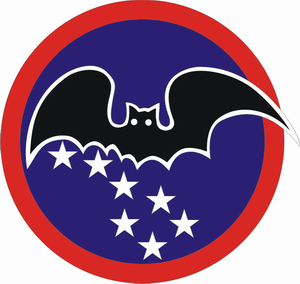
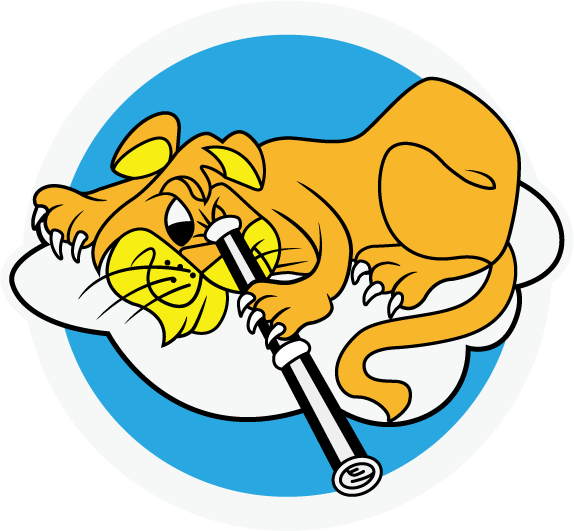